# Villaines-sous-Bois
Villaines-sous-Bois és un municipi francès, situat al departament de Val-d'Oise i a la regió de Illa de França. L'any 2007 tenia 659 habitants.
Forma part del cantó de Fosses, del districte de Sarcelles i de la Comunitat de comunes Carnelle Pays-de-France.

## Demografia

### Població
El 2007 la població de fet de Villaines-sous-Bois era de 659 persones. Hi havia 237 famílies, de les quals 32 eren unipersonals (20 homes vivint sols i 12 dones vivint soles), 71 parelles sense fills, 130 parelles amb fills i 4 famílies monoparentals amb fills.
La població ha evolucionat segons el següent gràfic:
Habitants censats

### Habitatges
El 2007 hi havia 247 habitatges, 237 eren l'habitatge principal de la família, 2 eren segones residències i 8 estaven desocupats. 245 eren cases i 2 eren apartaments. Dels 237 habitatges principals, 222 estaven ocupats pels seus propietaris, 10 estaven llogats i ocupats pels llogaters i 5 estaven cedits a títol gratuït; 3 tenien dues cambres, 20 en tenien tres, 47 en tenien quatre i 167 en tenien cinc o més. 210 habitatges disposaven pel capbaix d'una plaça de pàrquing. A 82 habitatges hi havia un automòbil i a 145 n'hi havia dos o més.

### Piràmide de població
La piràmide de població per edats i sexe el 2009 era:
| Homes | Edats   | Dones |
| ----- | ------- | ----- |
| 0     | 95 o +  | 0     |
| 0     | 90 a 94 | 4     |
| 4     | 85 a 89 | 0     |
| 0     | 80 a 84 | 4     |
| 0     | 75 a 79 | 12    |
| 8     | 70 a 74 | 0     |
| 0     | 65 a 69 | 12    |
| 12    | 60 a 64 | 4     |
| 24    | 55 a 59 | 24    |
| 36    | 50 a 54 | 36    |
| 40    | 45 a 49 | 16    |
| 32    | 40 a 44 | 20    |
| 24    | 35 a 39 | 24    |
| 20    | 30 a 34 | 28    |
| 12    | 25 a 29 | 8     |
| 12    | 20 a 24 | 8     |
| 12    | 15 a 19 | 36    |
| 24    | 10 a 14 | 16    |
| 16    | 5 a 9   | 32    |
| 16    | 0 a 4   | 20    |

## Economia
El 2007 la població en edat de treballar era de 481 persones, 358 eren actives i 123 eren inactives. De les 358 persones actives 341 estaven ocupades (176 homes i 165 dones) i 18 estaven aturades (7 homes i 11 dones). De les 123 persones inactives 48 estaven jubilades, 52 estaven estudiant i 23 estaven classificades com a «altres inactius».

### Ingressos
El 2009 a Villaines-sous-Bois hi havia 235 unitats fiscals que integraven 685,5 persones, la mediana anual d'ingressos fiscals per persona era de 24.424 €.

### Activitats econòmiques
Dels 30 establiments que hi havia el 2007, 7 eren d'empreses de construcció, 7 d'empreses de comerç i reparació d'automòbils, 5 d'empreses de transport, 1 d'una empresa d'informació i comunicació, 1 d'una empresa immobiliària, 4 d'empreses de serveis, 1 d'una entitat de l'administració pública i 4 d'empreses classificades com a «altres activitats de serveis».
Dels 7 establiments de servei als particulars que hi havia el 2009, 1 era un paleta, 1 guixaire pintor, 3 lampisteries, 1 perruqueria i 1 saló de bellesa.
Dels 2 establiments comercials que hi havia el 2009, 1 era una botiga de congelats i 1 una joieria.
L'any 2000 a Villaines-sous-Bois hi havia 6 explotacions agrícoles.

## Equipaments sanitaris i escolars
El 2009 hi havia una escola elemental.

## Poblacions més properes
El següent diagrama mostra les poblacions més properes.